# Wakkerendijk 188
Wakkerendijk 188 is een rijksmonument aan de Wakkerendijk in Eemnes in de provincie Utrecht.
De langhuisboerderij werd eind achttiende, begin negentiende eeuw gebouwd. De nok van het rieten zadeldak staat haaks op de dijk. De asymmetrische tuitgevel is voorzien van vlechtingen en muurankers. De schuifvensters op de begane grond hebben luiken. Onder de opkamer in de noordgevel zijn twee kelderlichten gemaakt.